# 미카와카미고역
미카와카미고역(일본어: 三河上郷駅, みかわかみごうえき)은 일본 아이치현 도요타시에 있는 아이치 환상 철도선의 역이다. 역 번호는 07이다.

## 역 구조
2면 2선의 상대식 승강장에서 오카자키 방향 1번 선(하행)은 20m차량 10량 편성분의 유효 길이가 있고, 개통 시부터 사용되고 있다. 고조지 방면의 2번 선(상행)은 당역 ~ 기타노마스즈카 역 구간의 복선화에 해당하여 신설된 것이다. 대합실이 있는 고가역이다.
창구 영업은 평일 7시 ~ 11시 50분과 14시 30분 ~ 19시 20분으로 자동 매표기도 가동한다. 그 외 시간대 및 주말은 무인역으로 자동 매표기가 정지되는 대신 승차역 증명증기가 가동된다.
역전에는 무료 주차장이 마련되었으며 10대 가량이 주차 가능하다.

### 승강장
| 노선                 | 번호 | 방향 | 행선                      | 비고 |
| -------------------- | ---- | ---- | ------------------------- | ---- |
| ■ 아이치 환상 철도선 | 1    | 하행 | 오카자키・오카자키 방면   | 10량 |
| ■ 아이치 환상 철도선 | 2    | 상행 | 미카와토요타・고조지 방면 | 4량  |

## 역 주변
역 주변은 주택지이다.
- 도요타 시청 가미고 지소・가미고 커뮤니티 센터
- 이세완간 자동차도
- 토요타 자동차 가미고 센터
- 토요타 자동차 가미고 공장
- 아이치 현립 도요타 공업 고등학교
- 도요타 시립 가미고 중학교(오카자키 해군 항공대 기지 사령부 터)
- 아이치 현도 76호 도요타안조 선
- 아이치 현도 239호 오카자키유타카나 선
- 우에노 성터

## 역사
- 1976년 4월 26일: 일본국유철도 오카다 선의 역으로 개업하고 여객만 취급함. 당시에는 단선 승강장 1면 1선의 간이역이었음.
- 1987년 4월 1일: 일본 철도 민영화로 도카이여객철도(JR 도카이)에 계승됨.
- 1988년 1월 31일: 오카다 선이 아이치 환상 철도로 전환됨.
- 2001년 12월 23일: 나카오카자키 ~ 기타오카자키 구간의 가타노마스즈카 ~ 당역 구간 복선화로 2면 2선화 및 유인역화.

## 인접역
| 아이치 환상 철도 ■ 아이치 환상 철도선 | 아이치 환상 철도 ■ 아이치 환상 철도선 | 아이치 환상 철도 ■ 아이치 환상 철도선 |
| ------------------------------------- | ------------------------------------- | ------------------------------------- |
| 06 기타노마스즈카 오카자키 방면       |                                       | 에카쿠 08 고조지 방면                 |